# Digsby
Digsby var ett datorprogram för att skicka direktmeddelanden. Programmet skapades av dotSyntax, LLC. 

## Specifikationer
Digsby hade stöd för de flesta protokoll, bland annat Jabber, Microsoft Notification Protocol (MSNP), OSCAR med flera.
Programmet är utvecklades i programmeringsspråket python, det stödde även notifikationer för e-post, samt för diverse sociala nätverk.

## Historik
2011 köptes Digsby upp av Tagged, som lade ned utvecklingen av programmet, men ett år senare släppte de Digsby som open source och lade upp källkoden på GitHub. Framåt 2014 verkade utvecklingen ha avstannat.